# Schafik Hándal
Schafik Jorge Handal (Usulután, 13 de outubro de 1930 – San Salvador, 24 de janeiro de 2006) foi uma das principais lideranças políticas de El Salvador no século XX. Filho de imigrantes palestinos, Handal iniciou a militância em 1949, quando estudava Direito na Universidade de El Salvador. Foi exilado no Chile, em 1950, durante o governo de Óscar Osorio, e na Guatemala, em 1960, sob José María Lemus.

## Biografia
Handal inicia sua relação com o Partido Comunista Salvadorenho (PCS) no começo dos anos 60, após regressar do exílio. O partido, na época banido da disputa política, tinha seus membros sob ameaça constante por parte do governo salvadorenho. Schafik integra a União Democrática Nacionalista (UDN), composta por membros do Partido Comunista, para que ascendessem ao poder por meio de eleições, seguindo a linha dos partidos pró-União Soviética.
Contudo, na década seguinte, a UDN, integrante da União Nacional Opositora (UNO), teve seus objetivos frustrados por sucessivos golpes de estado. Mesmo vencendo as eleições presidenciais de 1972 e 1977, a UNO não pôde assumir o poder graças à intervenção das Forças Armadas de El Salvador. Handal, no cargo de secretário-geral do PCS desde 1973, se torna defensor de uma revolução comunista no país. Estimulados pelo Partido Comunista Cubano, os comunistas de El Salvador partem para a luta armada.
As forças de esquerda que se decidem pela oposição belicosa contra o governo formam a Frente Farabundo Martí de Libertação Nacional (FMLN). Durante a década de 80, e com Schafik Handal em seu comando, a FMLN realizou extensivas operações de guerrilha, de modo a controlar territórios do país e derrubar o governo central, que era apoiado pelos Estados Unidos. O conflito se tornou, na prática, uma guerra civil, que, durante 12 anos, levou à morte de 75.000 salvadorenhos.
Handal participou das negociações para uma trégua entre o governo e a Frente, alcançada em 1992. Com o fim da guerra, a FMLN foi legalizada como um partido político, e Handal foi eleito seu primeiro coordenador-geral. Em 1995, sob o comando de Handal, foi anunciada a dissolução de todas as entidades políticas integrantes da Frente, inclusive o Partido Comunista Salvadorenho.
Em 1997 Handal é escolhido líder da bancada legislativa da FMLN, cargo que ocuparia até sua morte.
Nas eleições presidenciais de 2004 Handal foi o candidato da FMNL. Apesar de apresentar um discurso mais flexível, Handal foi derrotado pelo candidato da situação, Antonio Saca.
Schafik Handal sofreu um ataque cardíaco fulminante em janeiro de 2006, após regressar de viagem à Bolívia, onde acompanhara a cerimônia de posse de Evo Morales.